# (29136) 1987 SQ4
1987 أس كيو 4 (ويعرف أيضًا باسم (29136) 1987 أس كيو 4 وفق تسمية الكوكب الصغير) (بالإنجليزية: 1987 SQ4)‏ هو كويكب ضمن حزام الكويكبات؛ وترتيبه 29136 من حيث الاكتشاف.
اكتُشف هذا الجُرم الفلكي بواسطة Poul Jensen (astronomer) ‏ في 25 سبتمبر 1987.

## وصلات خارجية
- (29136) 1987 SQ4 في قاعدة بيانات مختبر الدفع النفاث لأجرام النظام الشمسي الصغيرة

- الاكتشاف · مخطط المدار ·  العناصر المدارية · المعلمات المادية

- (29136) 1987 SQ4 على موقع ويكي سكاي: DSS2, SDSS, GALEX, IRAS, Hydrogen α, X-Ray, Astrophoto, Sky Map, Articles and images